# Laura Mohr

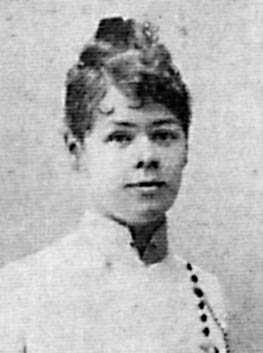
Porträttfoto av Laura Mohr dedicerat till Ola Hansson 1889

Laura Katharina Mohr, känd under pseudonymen Laura Marholm, född 19 april 1854 i Riga, död 6 oktober 1928 i Majori, Lettland, var en tyskspråkig essäförfattare och novellist från Lettland.
Mohr var dotter till den danske sjökaptenen Friedrich Mohr från Danmark och Amalie Roeder. Hon ingick äktenskap med den svenske författaren Ola Hansson 1889. Med Hansson fick hon en son, Ola (född den 8 september 1890).